# Пан Каньовський (балет)
«Пан Каньовський» — балет на 3 дії Михайла Вериківського. Перший український національний балет, присвячений героїчній боротьбі українського народу проти панщини у другій половині XVIII століття.
Прем'єра відбулася на сцені Харківського оперного театру 19 квітня 1931 року.

## Опис
В основі лібрето українська народна історична пісня «У містечку Богуславку…» про трагічну долю красуні Бондарівни, що гордо відкинула залицяння магната Потоцького, не скорилася йому. Смерть Бондарівни викликала спалах народного гніву.
Михайло Вериківський роботу над літературною основою балету розпочав у 1925 році, клавір був закінчений у 1926 році, а єдиний варіант партитури датований жовтнем–груднем 1929 року. Композитор працював над балетом «Пан Каньовський» протягом усього життя. У кожній наступній редакції твір М. Вериківського отримував нову назву: «Ягелло», «Весняна казка», «Бондарівна»

## Постановний склад
- Постановка — Василь Верховинець та Василь Литвиненко;
- Лібрето — Ю. Ткаченко та Михайло Вериківський;
- Художник — Іван Курочка-Армашевський;
- Диригент — Михайло Вериківський.

## Артисти
- Любина Бондарівна — Валентина Дуленко;
- Ярош — Василь Литвиненко;
- пан Каньовський — Михайло Мономахов.

У виставі брали участь: Галина Лерхе, Клавдія Васіна, Ростислав Захаров, Олександр Соболь, Антоніна Яригіна, Костянтин Муллер та інші.

## Сприйняття

#### Актори про постановку
Валентина Дуленко: «Працюючи з нами, Василь Миколайович (Верховинець) постійно підкреслював, що в народному танці усе повинно співати — голова, руки, ноги, плечі, а головне — душа[…] Репетиції з Василем Миколайовичем завжди проходили дуже продуктивно, і у мене склалось враження, що Литвиненко готовив танці начорно, а Верховинець відпрацьовував їх, доводив до досконалості, тобто здійснював ювелірну, парадну роботу».
Олесандр Соболь: «Верховинець вимагав, щоб у виставі не було значних відхилень від фольклору, щоб всюди зберігався національний колорит, бо інакше не здійсниться українська постановка. Артисти усе це розуміли і цілком його підтримували[…] За порадою Верховинця, до спектаклю увійшло багато обрядових танців, пов'язаних з весіллям і збиранням хліба. Балет іскрився безліччю яскравих сцен народного гуляння. Оті птахи, оті звірі, оті рухи на ходулях — все те прикрашало постановку, сприяло успіхові спектаклю.
Тільки дякуючи Верховинцю, ми в усіх танцювальних побудовах, у кожній мізансцені відчули справжній український аромат, відчули, як і в якому стилі повинен проходити весь балет. Навіть в чисто класичних танцях заявились певні національні ознаки, аби класика органічно поєднувалась з національним колоритом і не вибивалась із стилю».

#### Науковці про балет
Оксана Давидова: «У своєму першому балеті М. Вериківський не відійшов від принципу народної музики як основи твору, зокрема — тих самих веснянок, які стали одними з головних мотивів танцювальних сюїт балету. Як зазначає відома українська дослідниця хореографічного жанру М. Загайкевич, однією з найцікавіших рис спектаклю „Пан Каньовський“ є характеристика певних героїв і ключових моментів сюжету через певний фольклорний жанр: так, наприклад, для створення образів гайдамаків композитор використав козачок, а задля відтворення емоційних моментів народного гніву — інтонації героїчних пісень і дум.
На думку М. Загайкевич, саме „Пан Каньовський“ М. Вериківського проклав шлях становленню сучасного українського балету».
Тетяна Зайдель: «…у процесі роботи над втіленням „Пана Каньовського“ були створені зразки жіночого, чоловічого і дуетного танців національного класичного балету, а також кордебалетних танцювальних композицій і структур, що синтезували елементи класичної та української народно-сценічної хореографії.
Чоловічий танець, сповнений стрімких обертань і високих стрибків, гармонійно поєднався з різноманітними формами класичних чоловічих варіацій. Жіночі танці характерні легкими і високими стрибками, вишуканою пластикою рук. Для танцювального дуету були характерні своєрідно переінтоновані класичні пози, оригінальне поєднання елементів традиційного па-де-де з структурними особливостями народного парного танцю».
Наталія Семенова: «…в ній (виставі) сміливо для того періоду здійснено синтез рухів класичного й українського народного танців. Класичні дуетні та сольні танці змінювалися масовими народними танцями і навпаки. У деяких фрагментах постановники забарвлювали класичні па позами та положеннями, характерними для танцю народного, використовували яскраві елементи фольклорної танцювальної техніки, особливу увагу приділяли взаємовідносинам у парі та підтримкам. Крім того, в балеті вперше український жіночий танець було виконано з використанням техніки танцю на пуантах, що свідчило про високий рівень української хореографічної культури».

## Постановки
- 1931 р. — Київська державна академічна українська опера (18 жовтня 1931 року), постановка — Василя Верховинця та Василя Литвиненка, художники — Іван Курочка-Армашевський та Наталія Алексеєва-Горбунова, диригент — Микола Радзієвський; Любина Бондарівна — Олександра Гаврилова, Софья — Клавдія Васіна, Марина — В. Бакалейникова, Ярош — Василь Литвиненко, пан Каневский — К. Манкутевич, пан Тридурский — Миколай Дельсон.[7]
- 1932 р. — Державний робітничий оперний театр (Дніпропетровський театр), балетмейстер Павло Йоркин.[8]
- 1932 р. — Державна українська Лівобережна опера, балетмейстер — Ф. Пинно.